# Louis Orione
Pour les articles homonymes, voir Orione.
Saint Louis Orione, ou Don Orione (né le 23 juin 1872 à Pontecurone – mort le 12 mars 1940 à Sanremo) était un prêtre catholique italien. Il fonda notamment la Petite-Œuvre de la Divine Providence et les Petites Sœurs missionnaires de la charité. Vénéré comme saint par l'Église catholique, il est fêté le 12 mars.

## Biographie

### Jeunesse et séminaire
Louis Orione naît à Pontecurone, dans le diocèse de Tortone, le 23 juin 1872. Ses parents sont de simples paysans. À 13 ans, il convainc ses parents de le laisser entrer chez les Frères mineurs capucins. Ayant intégré le noviciat de Voghera. En 1886, il intègre l'Oratoire du Valdocco, dirigé par saint Jean Bosco qui devient son confesseur. En 1889, il quitte les Salésiens et entre au séminaire du diocèse de Tortone.
Le 3 juillet 1892, Louis Orione inaugure le premier oratoire pour réunir les enfants des rues. L'année suivante, il obtient une maison abandonnée où il organise un collège, composé d'une centaine d'enfants. Quelques autres séminaristes le rejoignent : c'est la naissance de la Petite œuvre de la divine providence. Le 13 avril 1895, Louis Orione est ordonné prêtre.

### Fondations

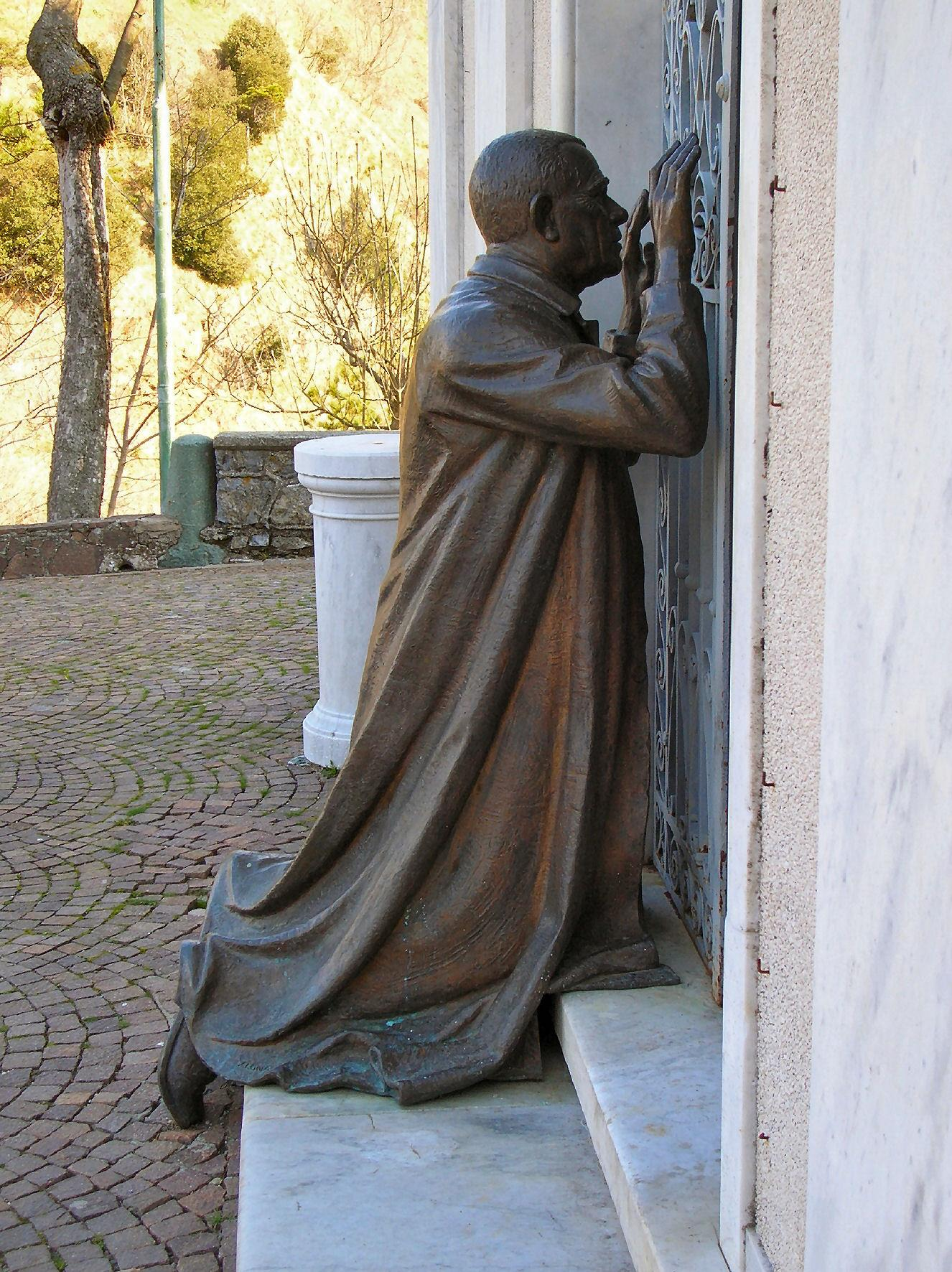
Statue en bronze représentant Saint Louis Orione en prière, aux portes de la chapelle de l'apparation au sanctuaire Notre-Dame-de-la-Garde de Ceranesi.

Un nouveau collège ouvre à Noto, en Sicile, à la demande de l'évêque du lieu. D'autres maisons s'implantent à Rome et à Sanremo. En 1899, Louis Orione lance la branche des Ermites de la Divine Providence, pour permettre aux aveugles de vivre une vie érémitique. Le 21 mars 1903, Mgr Igino Bandi, évêque de Tortone, reconnaît la Petite œuvre de la divine providence comme congrégation religieuse, de droit diocésain.
En 1909, il fait sa profession religieuse dans les mains du pape Pie X. En 1908 et 1915, des tremblements de terre en Silice et en Calabre sont calamiteux. Don Orione apporte son aide et organise la solidarité. Pie X le nomme vicaire épiscopal du diocèse de Messine.
Le 29 juin 1915, Don Orione fonde une branche féminine : les Petites Sœurs missionnaires de la charité, animées du même charisme que les prêtres de la Petite œuvre de la divine providence. Il leur adjoint une branche contemplative : les Sœurs adoratrices sacramentines (qui accueillent des religieuses non-voyantes). Pour les laïcs il fonde des associations réunies dans le Mouvement laïc Don Orione. Après la Première Guerre mondiale, Don Orione multiplie les œuvres au service de la population sinistrée : colonies agricoles, œuvres d'assistance de ceux qui ont tout perdu, écoles, orphelinats. Il crée dans les périphéries des grandes villes les Petits Cottolengo. Don Orione envoye des missionnaires au Brésil (1913), en Argentine et en Uruguay (1921), en Palestine (1921), en Pologne (1923), à Rhodes (1925), aux États-Unis (1934), en Angleterre (1935) et en Albanie (1936). Don Orione effectua 2 voyages en Amérique latine (en 1922 et de 1934 à 1937),.
Début 1940, souffrant de problèmes cardiaques, Don Orione est envoyé prendre du repos dans la maison de Sanremo. Il meurt  le 12 mars, entouré de ses fils. Il fut inhumé dans le sanctuaire de la Garde de Tortone.

## Béatification et canonisation

### Béatification
La cause pour la béatification de Don Orione débute en 1947. L'enquête sur la sainteté de sa vie, qui récolte des témoignages et des écrits, est envoyée en 1964 à Rome, pour y être étudiée par le Saint-Office. Le 6 février 1978, le pape Paul VI reconnaît l'héroïcité des vertus de Don Orione, et le déclare vénérable.
Une enquête médicale sur une guérison inexplicable obtenue par l'intercession de Louis Orione débute en 1970. Après le rapport médical ne concluant à aucune explication scientifique, le pape Jean-Paul II reconnaît le miracle comme authentique et signe le décret de béatification, le 13 avril 1980.
Don Orione est solennellement proclamé bienheureux par le pape Jean-Paul II le 26 octobre 1980, lors d'une messe célébrée dans la basilique Saint-Pierre. À cette occasion, le pape dit de lui : « Il s'est laissé guider seulement et toujours par la logique de l'amour !... Il eut la trempe et le cœur de l'apôtre Paul ».

### Corps intact

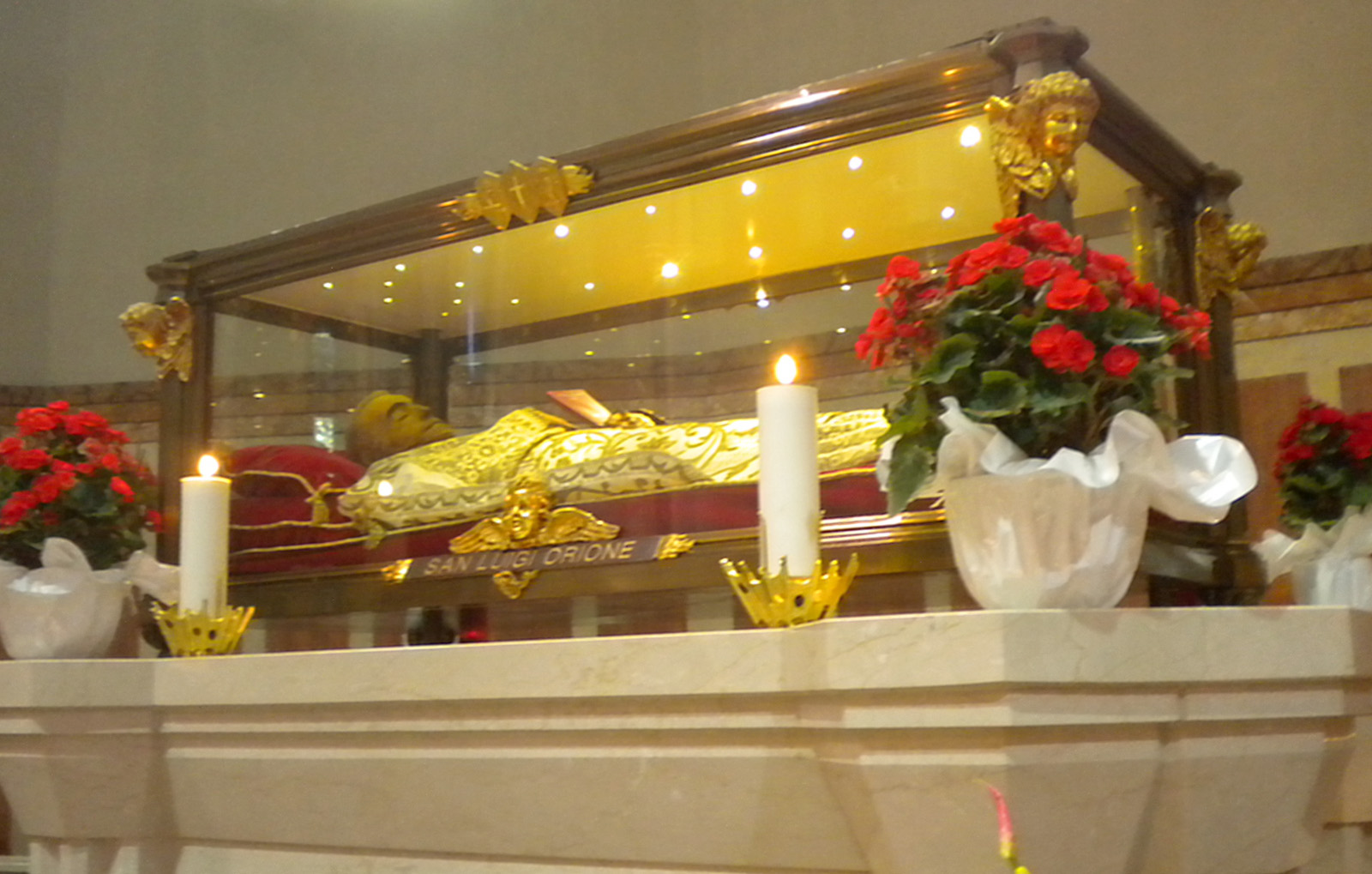
Corps de saint Orione, sanctuaire Notre-Dame-de-la-Garde de Tortone.

Une reconnaissance canonique de la dépouille de Don Orione a lieu en 1965. À la surprise générale, son corps est découvert parfaitement intact. Il ne comporte aucune trace de décomposition et ce, 25 ans après sa mort. En 1980, à l'occasion de sa béatification, on procède à une nouvelle exhumation. Une inondation ayant gravement endommagée la crypte où se trouvait sa tombe, on pensa retrouver sa dépouille dans un état de décomposition avancé. Finalement, son corps est de nouveau retrouvé intact.
Le corps incorruptible de Don Orione est placé dans une châsse de verre, réalisée en 1991. Elle est exposée à la vénération des fidèles, dans le sanctuaire Notre-Dame-de-la-Garde de Tortone.

### Canonisation
En 1999, une commission médicale mène une enquête canonique pour analyser une nouvelle guérison attribuée à l'intercession de Don Orione. De nouveau déclarée inexplicable par la science, Jean-Paul II reconnaît comme authentique le miracle et signe le décret de sa canonisation, le 7 juillet 2003.
Don Orione est solennellement proclamé saint le 16 mai 2004 par le pape Jean-Paul II, lors d'une messe célébrée sur la place Saint-Pierre.
Saint Louis Orione est fêté le 12 mars.